# Ole Lilloe-Olsen
Ole Andreas Lilloe-Olsen (Vestre Aker, 28 april 1883 - aldaar, 30 april 1940) was een Noors schutter.

## Carrière
Lilloe-Olsen won tijdens de Olympische Zomerspelen van 1920 de gouden medaille bij het Lopend hert dubbelschot en bij de teamonderdelen enkel- en dubbelschot lopend hert. Vier jaar later won Lilloe-Olsen wederom de gouden medaille bij Lopend hert dubbelschot en teamonderdeel enkelschot lopend hert.

### Olympische Zomerspelen
| Jaar | Plaats    | Resultaten |
| ---- | --------- | --- |
| 1920 | Antwerpen | Lopend hert, enkelschot team · Dubbel shot op lopend hert · Dubbel shot op lopend hert, team · 7e Trap team            |
| 1924 | Parijs    | Lopend hert, enkelschot team · Dubbel shot op lopend hert · Dubbel shot op lopend hert, team · 11e Trap · 7e Trap team |